# All Eyez on Us
Albums par Lil' Flip
Still Connected
(2007) Certified
(2009)
Albums par Young Noble
Thug in Thug Out
(2007) Noble Justice: The Lost Songs
(2010)
All Eyez on Us est un album en collaboration de Lil' Flip et Young Noble, sorti le 4 mars 2008.
Le titre de l'opus est un hommage à l'album de 2Pac, All Eyez on Me.
L'album s'est classé 20e au Top Independent Albums, 31e au Top R&B/Hip-Hop Albums et 137e au Billboard 200.

## Liste des titres
| No  | Titre                             | Durée |
| --- | --------------------------------- | ----- |
| 1.  | Flip Gates                        | 0:56  |
| 2.  | Where You From? (featuring Gudda) | 4:32  |
| 3.  | Can't Let It Happen               | 5:11  |
| 4.  | Over Time                         | 4:12  |
| 5.  | Be About Somethin                 | 4:34  |
| 6.  | Pure Uncut                        | 0:40  |
| 7.  | I'm a G                           | 4:13  |
| 8.  | Last Dayz                         | 5:16  |
| 9.  | Gettin Paper                      | 0:27  |
| 10. | Speakin My Language               | 5:19  |
| 11. | On My Team                        | 4:58  |
| 12. | Pill or Two                       | 3:50  |
| 13. | Givin It Back                     | 3:47  |
| 14. | Purple Lean                       | 0:47  |